# 面對國家
《面對國家》（英語：Face the Nation）是美國的一個電視節目，自1954年11月7日開始在CBS播出。

## 外部連結
- 官方网站
- 互联网电影数据库（IMDb）上《Face The Nation with Bob Schieffer》的资料（英文）
- Face the Nation的Facebook專頁
- @FaceTheNation的X（前Twitter）